# Scorpions' Pass TT
La Scorpions' Pass TT (en español: Contrarreloj del Paso del Escorpión) es una contrarreloj individual femenina que se disputa en Israel escalando la cima conocida como el “Paso del Escorpión”.
La carrera fue creada en el año 2019 como competencia de categoría 1.2 del calendario internacional femenino de la UCI.

## Palmarés
| Año  | Ganador            | Segundo      | Tercero          |
| ---- | ------------------ | ------------ | ---------------- |
| 2019 | Antri Christoforou | Omer Shapira | Rotem Gafinovitz |

## Palmarés por países
| País   | Victorias |
| ------ | --------- |
| Chipre | 1         |